# Осада Львова (1672)
Осада Львова 1672 года проходила 10 (20) сентября — 26 сентября (6 октября) 1672 года во время Польско-турецкой войны 1672—1676 годов.

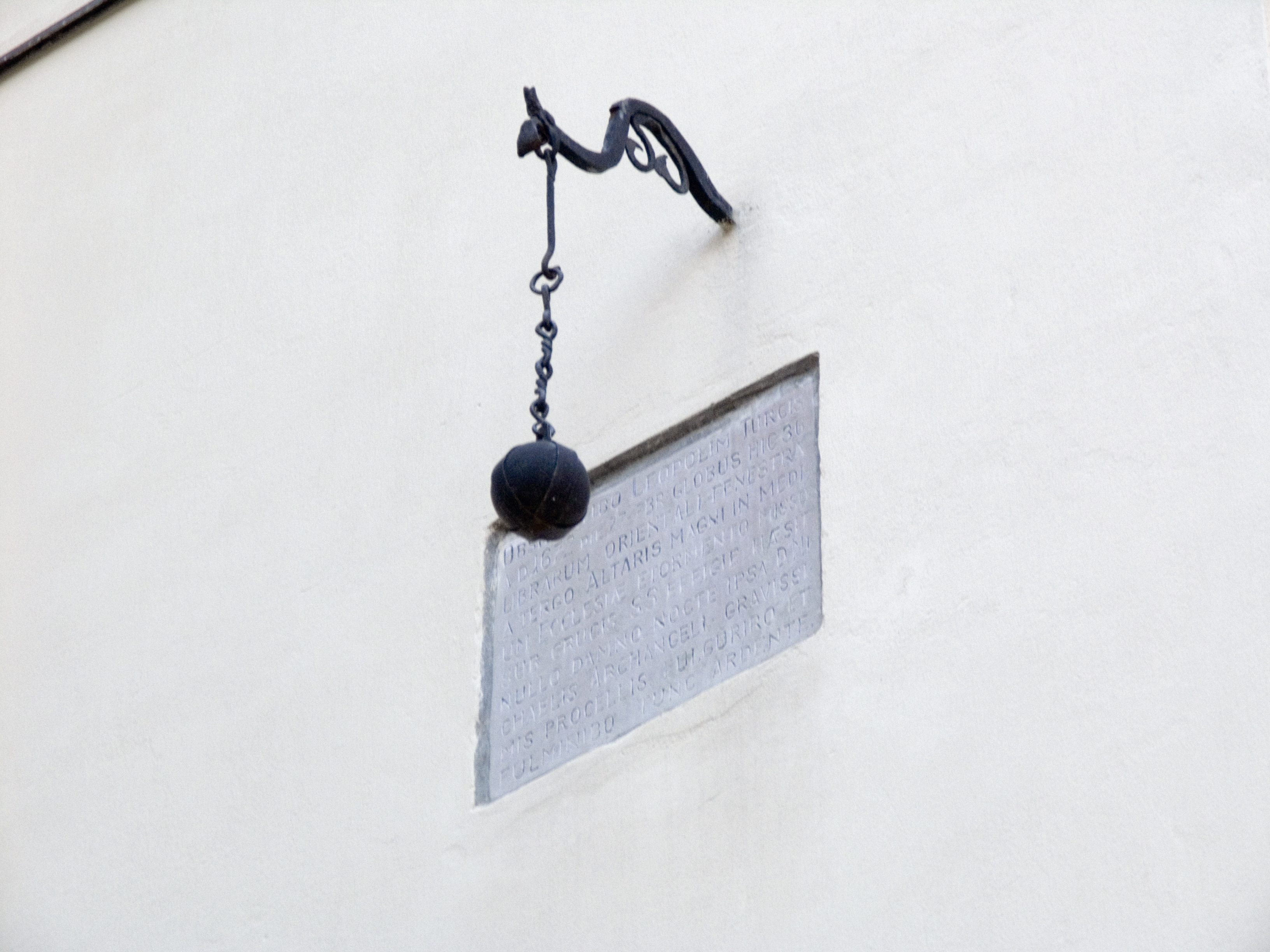
Турецкое ядро на стене Латинского собора во Львове

После падения Каменца-Подольского часть османской армии султана Мехмеда IV во главе с Каплан-пашой вместе с запорожскими казаками Петра Дорошенко и татарами двинулась в глубь Речи Посполитой в Русское воеводство. Общая численность войск достигала 50 000 воинов. Татары с частью казацких и турецких отрядов начали опустошать окрестности.
20 сентября 1672 объединённые силы осадили Львов.
Гарнизон Львова, которым командовал Элиаш Ян Лонцкий, насчитывал 500 солдат, к которым присоединились жители города и окрестных сёл.
12 (22) сентября под стенами Львова появились татары, 14 (24) сентября — запорожцы и турки. Каплан-паша потребовал капитуляции города. 17 (27) сентября начался артиллерийский обстрел города, делались подкопы под стены, шла подготовка к штурму. На 20 (30) сентября положение осаждённых стало критическим.
Турки султана Мехмеда IV, овладев горой Шембека (Вроновских), соорудили на ней комплекс мощных земляных укреплений (шанцев), с которых достаточно удачно обстреливали из пушек центр Львова.
Казаки и турки начали делать подкопы, готовясь при этом к штурму. Во время одного из них 27 сентября был захвачен Высокий замок, однако на следующий день защитники Львова отбили его.
В результате непрерывных артиллерийских обстрелов 29 сентября была пробита брешь в стенах города.
Горожане обратились с просьбой к Петру Дорошенко склонить Каплан-пашу и татарского хана удовлетвориться выкупом. При его посредничестве 30 сентября начались переговоры, которые завершились 6 октября 1672 года. Турецкая армия и казаки отступили от города, получив большой выкуп.

## Literatura
- Mała Encyklopedia Wojskowa, 1967, Wydanie I
- Fryderyk Papée — Historia miasta Lwowa w zarysie  Архивная копия от 21 сентября 2012 на Wayback Machine